# 七星泡农场
七星泡农场是一个位于中华人民共和国黑龙江省黑河市嫩江市的农场，亦是黑龙江省农垦九三管理局所属的一个农场。
七星泡农场始建于1955年，地处小兴安岭西麓，位于五大连池市、讷河市、嫩江市交汇处。土地总面积791.63平方公里，人口1.5万人。

## 行政区划
七星泡农场下辖以下单位：
七星泡场直社区、七星泡农场第一管理区、七星泡农场第二管理区、七星泡农场第三管理区、七星泡农场第四管理区、七星泡农场第五管理区、七星泡农场第六管理区、七星泡农场第七管理区、七星泡农场第八管理区、七星泡农场第九管理区和七星泡农场第十管理区。